# Heinrich Kusch
Heinrich Kusch (* 1948 in Graz) ist ein österreichischer Archäologe der Prähistorik, Höhlenforscher und Buchautor.

## Leben und Werk
Kusch studierte Alte Geschichte und Altertumskunde, Alt-Orientalistik, Ur- und Frühgeschichte an der Karl-Franzens-Universität, wo er mit einer Promotion zum Doktor der Philosophie abschloss. Er beschäftigt sich seit Jahren intensiv mit Erdställen in Österreich. Mit seinen Forschungen zur Speläologie erlangte er internationale Aufmerksamkeit. Er wirkte als Lehrbeauftragter der Grazer Universität und war Kurator von Ausstellungen zu von Menschen geschaffenen unterirdischen Anlagen auf allen Kontinenten.
Neben vielen wissenschaftlichen Publikationen und Aufsätzen hat Heinrich Kusch auch einige populärwissenschaftliche Bücher über Höhlen herausgebracht, letztere gemeinsam mit seiner Frau Ingrid Kusch (* 1954 in Graz), mit der er zusammen forscht.
Seit 2009 haben die Kuschs drei Bücher über Erdställe und andere unterirdische Gänge und Räume in der Steiermark veröffentlicht, die vor allem in Österreich Furore machten. Das erste Buch (Tore zur Unterwelt) wurde in Fachzeitschriften durchweg negativ besprochen. Kritisiert wurden etwa überzogene Interpretationen, Fehlbestimmungen von Funden und die Heranziehung esoterischer Erklärungen, und insgesamt eine „wissenschaftlich fragwürdige Arbeitsweise“.
Das zweite Buch (Versiegelte Unterwelt) hat bis jetzt nur wenig Beachtung in der Forschung gefunden. In zwei Bezugnahmen werden Kuschs naturwissenschaftliche Datierungen der untersuchten Anlagen auf Alter von 10.000 oder 20.000 Jahren als Fehlinterpretation der Messergebnisse zurückgewiesen. Bei einer von den Kuschs prominent als Quelle herangezogenen Urkunde wird aufgrund der verwendeten Schrift und Sprache die Echtheit in Zweifel gezogen.
In ihrem dritten Buch zu dem Thema (Geheime Unterwelt) behaupten die Kuschs, die Gangsysteme hätten aufgrund „quantenphysikalischer Funktionen“ ein „frequenzgesteuertes Transportsystem“ gebildet. Mithilfe dieser „alten energetischen Teleportationslinien“ hätten Menschen bis ins Mittelalter Handel mit verschiedenen unterirdischen Völkern getrieben, darunter einem reptiloiden Volk von „Drachenwesen“. Als „prähistorische“ Funde aus einer ausgedehnten Kelleranlage in Klosterneuburg präsentieren sie angeblich eiszeitliche Tierknochen sowie bemalte Tonfiguren, die der jungsteinzeitlichen Vinča-Kultur vergleichbar sind, von den Kuschs jedoch aufgrund von Radiokarbondatierungen auf Alter bis zu 56.000 Jahre und damit in die Eiszeit datiert werden. Steinplatten mit einer unbekannten Schrift, die sie mit der Donauschrift in Verbindung bringen, sollen unter anderen Ritzzeichnungen auch „eine uns unbekannte Spezies“ zeigen, die ihrer Vermutung nach „durch einen Unfall (Absturz?) auf der Erde notlanden mussten.“ Ihrer Meinung nach wurden die Anlagen von „der Kirche“ zerstört, die deren Existenz bis heute vertusche, wohingegen die CIA und der Mossad angeblich in Österreich mit geheimen Messungen schon nach ihnen gesucht haben sollen. Der Verlag für Sammler hat inzwischen angekündigt, von dem Buch wegen „einiger fragwürdiger oder sogar falscher Angaben“ vorerst keine zweite Auflage herauszugeben. Die überarbeitete Neuauflage erschien im Dezember 2022 über den Authal-Verlag. Im Februar 2024 ist die 4. Auflage im Authal Verlag erschienen. 

## Werke
- Zur kulturgeschichtlichen Bedeutung der Höhlenfundplätze entlang des mittleren Murtales. Peter Lang 1996, ISBN 978-3-631-49479-0
- Höhlen der Steiermark. Phantastische Welten. Steirische Verlagsgesellschaft, Graz 1998, ISBN 3-85489-007-9
- Kulthöhlen in Europa: Götter, Geister und Dämonen. Köln u. a., VGS 2001, ISBN 978-3-8025-2857-6
- Tore zur Unterwelt. Das Geheimnis der unterirdischen Gänge aus uralter Zeit. Verlag für Sammler, Graz 2009, ISBN 978-3-85365-237-4
- Versiegelte Unterwelt. Graz: Verlag für Sammler, Graz 2014, ISBN 978-3-85365-272-5
- Asiens Unterwelt. Das Jahrtausende alte Erbe unterirdischer Kultstätten, Graz: Verlag für Sammler, 2018 ISBN 978-3-85365-296-1
- Geheime Unterwelt:  Auf den Spuren von Jahrtausende alten unterirdischen Völkern, V.F.Sammler, 2021 ISBN 978-3-85365-323-4
- Geheime Unterwelt: Das Vermächtnis der Jahrtausende alten unterirdischen Völker, Authal Verlag, 2022 ISBN 978-3-9504211-8-7